# Massari
Sari Abboud (Beiroet, Libanon, 10 december 1980) beter bekend als Massari is een R&B-, pop-, en hiphop-zanger uit Libanon, die is opgegroeid in Canada. Zijn artiestennaam Massari betekent 'geld' in het Libanees-Arabisch. 
Massari verhuisde op tienjarige leeftijd naar Montreal (Canada). Op zijn dertiende verhuisde hij naar Ottawa met zijn jongere broertjes Sami en Samer. In 2002 bracht hij zijn eerste single uit, genaamd Spitfire. In 2005 bracht Massari zijn debuutalbum uit, genaamd Massari. Dit album bracht vier singles voort en heeft voor internationale bekendheid gezorgd.   In de zomer van 2009 is zijn nieuwe album In love again uitgekomen.

## Discografie

### Albums
- 2006: Massari
- 2009: Forever Massari
- 2018: Tune In

### EP
- 2015: Hero

### Singles
- 2005: "Smile for Me" (feat. Loon)
- 2005: "Be Easy"
- 2006: "Real Love"
- 2006: "Rush the Floor" (feat. Belly)
- 2008: "Say You Love Me"
- 2008: "In Love Again"
- 2009: "Bad Girl"
- 2009: "Body Body"
- 2011: "Dance for Your Life"
- 2012: "Lamia my lover "
- 2012: "Brand New Day"
- 2013: "Latin Moon"
- 2017: "So Long
- 2018: "Ya Nour El Ein (feat. French Montana &  Maya Diab)
- 2020: "I See the Dream (Badna Salam)" (with Ali Gatie)
- 2021: "Be Mine"